# UHC Uster
Der UHC Uster ist ein Schweizer Unihockeyverein und spielt in der höchsten Spielklasse (Unihockey Prime League).

## Geschichte
Der Unihockey Club Uster wurde im Jahr 1986 als Untersektion des SATUS Uster gegründet. Im Jahr 1996 lösten sie sich vom SATUS und sind seitdem ein eigenständiger, dem Schweizerischen Unihockeyverband angeschlossener Verein.
Seit der Saison 2004/05 ist der UHC Uster (mit einem Jahr Unterbruch) A-klassig. Den erstmaligen Aufstieg realisierten die Ustermer am 3. April 2004. Dank einem 7:6-Sieg in der Verlängerung gegen Waldkirch St. Gallen gewannen die Zürcher Oberländer die Best-of-3-Serie mit 2:0 und sicherten sich somit den Aufstieg.
Der Mitgliederbestand ist kontinuierlich auf heute über 300 angestiegen. Mit rund 100 Aktiven und 210 Junioren, 40 weiblichen und 260 männlichen Mitgliedern, gehört der Verein zu den grössten Unihockeyvereinen der Schweiz.
Die meisten Mitglieder des Vereins sind zwischen 15 und 20 Jahre alt; das Durchschnittsalter liegt bei 19 Jahren.
Seit dem Wiederaufstieg in der Saison 2009/10 landete die Herrenmannschaft meistens auf einem Playoutplatz. Teilweise mussten auch Abstiegsspiele bestritten werden. Die erstmalige Playoffqualifikation gelang in der Saison 2017/18.

## Saison 2010/11
- Qualifikation: 10. Rang mit 21 Punkten
- Playouts: UHC Uster – HC Rychenberg 0:4 (4:7, 4:8, 1:8, 5:10)
- Abstiegsspiele: UHT Eggiwil – UHC Uster 1:3 (6:4, 4:11, 3:7, 3:10)

## Saison 2011/12
- Qualifikation: 9. Rang mit 25 Punkten
- Playouts: UHC Uster – Zug United 4:3 (2:12, 3:9, 4:7, 10:5, 6:2, 8:4, 5:3)

## Saison 2012/13
- Qualifikation: 11. Rang mit 12 Punkten
- Playouts: Unihockey Mittelland – UHC Uster 1:4 (4:7, 5:7, 9:7, 4:8, 4:5)

## Saison 2013/14
- Qualifikation: 10. Rang mit 18 Punkten
- Playouts: UHC Uster – UHC Waldkirch – St. Gallen 4:3 (5:7, 8:5, 8:5, 5:4, 6:7, 5:4 n. V.)

## Saison 2014/15
- Qualifikation: 11. Rang mit 12 Punkten
- Playouts: Kloten-Bülach Jets – UHC Uster 4:2 (3:7, 6:5, 10:4, 3:10, 4:3 n. V., 6:4)
- Abstiegsspiele: Zug United – UHC Uster 0:4 (2:7, 6:8, 6:11, 3:8)

## Saison 2015/16
- Qualifikation: 10. Rang mit 14 Punkten
- Playouts: UHC Uster – UHC Waldkirch – St. Gallen 4:3 (6:7, 5:3, 2:3, 11:0, 5:4, 5:6, 7:3)

## Saison 2016/17
- Qualifikation: 10. Rang mit 22 Punkten
- Playouts: UHC Uster – UHC Thun 4:1 (13:3, 6:3, 5:1, 8:9 n. V., 8:3)

## Saison 2017/18
- Qualifikation: 8. Rang mit 29 Punkten. Erstmalige Playoff-Qualifikation.
- Playoff 1/4-Final: SV Wiler-Ersigen – UHC Uster 4:0 (12:5, 8:6, 9:4, 6:4)

## Teams
Der Verein führt neben der ersten Mannschaft der Herren-NLA einige Erwachsenenteams sowie eine grosse Juniorenabteilung. Die Leistungsabteilung des UHC Uster umfasst die Stufen U14 bis und mit NLA. Die Mannschaften U14, U16 und U21 spielen in der Stärkeklasse A. In der Saison 2018/19 haben die Junioren U18 ihre Gruppe gewonnen und spielen um den Aufstieg.
Insgesamt gehören rund 210 Juniorinnen und Junioren heute zu der Nachwuchsabteilung.